# 藤原里
藤原 里（ふじわら さと、1月25日 - ）は、日本の漫画家・イラストレーター。血液型はO型。東京都出身。
代表作「にゃんこい!」は、2009年にテレビアニメ化されている。

## 経歴
創作漫画ジャンルなどで同人活動を行なう傍ら、2005年に以前同人誌として頒布した創作作品「リーベックの魔導士」が『MAGAZINE ZERO』（ビブロス）vol.45に掲載されデビュー。3ヵ月後には実質的な漫画家デビュー作となる読み切り「WILD WEST」が『MAGAZINE ZERO』vol.46に掲載される。
その後はジャイブやマッグガーデンが発行するアンソロジーコミックに参加し、2006年に読み切り「マナソーサラ」が『月刊少年ブラッド』（モビーダ・エンターテインメント）に掲載。以降、モビーダ・エンターテインメントから分社したフレックスコミックスを拠点に活動する事となる。
2007年8月には自身初連載作品となる「にゃんこい!」を無料ウェブコミック誌『FlexComixブラッド』（フレックスコミックス）にて開始し、同作品は2009年10月から12月にかけてTBS等でテレビアニメ版が放送された。しかし2010年4月16日に病気療養に伴う休載が発表され一時的に連載がストップしてしまう。その後約1年半の休載を経て、2011年11月9日より不定期掲載ではあるものの連載を再開。2012年からは無料ウェブコミック誌『COMIC メテオ』（ジー・モード（当時））にて「にゃんこい!」を含む2作品を不定期連載するが、2014年10月1日更新話から作品の発表が途絶えていた。
2019年に約4年ぶりの新作となる読み切り「小西先生、進捗いかがですか?」を発表し、1年後に同作の連載を開始している。

## 人物・作風
ネコ好き。可愛い絵柄のラブコメを多く描いており、相川有の絵柄に影響を受けているという。一方でホラーやスプラッター系の映画も好きであり、ジャンル問わず様々な作品に触れている。
2012年時点で、執筆作業は全てパソコンで行っている。

## 作品リスト

### 連載
- にゃんこい!（『FlexComixブラッド』2007年8月10日 - 2012年9月5日[注 1]→『COMIC メテオ』2012年9月5日[注 1] - 不定期連載中） - 初連載作品。
- 俺ともやしとお花屋さん（『COMIC メテオ』2012年6月13日） - 単行本未発行。不定期連載予定だったが第1話のみの発表。
- 小西先生、進捗いかがですか?（『COMIC メテオ』2020年1月22日 - 2022年1月5日） - 読み切り作品からの連載化[注 2]。
- 外れスキル『コンビニ』で最強の勇者に成り上がる! 〜異世界でコンビニ生活を満喫しつつ、オレを追放したクラスメイトを見返す事にしました〜（『COMIC メテオ』2023年8月23日[注 3] - 連載中） - 原作：こたつ猫。

### 読み切り
以下、「小西先生、進捗いかがですか?」以外は単行本未収録。
- リーベックの魔導士（『MAGAZINE ZERO』vol.45（2005年1月発売） / vol.48（2005年10月発売）） - 全2話。vol.45掲載分がデビュー作。
- WILD WEST（『MAGAZINE ZERO』vol.46（2005年4月発売））
- ココロノカタチ。（『ラグナロクオンライン特集号II』（『月刊コミックラッシュ』増刊、2005年7月発売）） - アンソロジーコミック『ラグこみ!』第3巻に再録。
- マナソーサラ（『月刊少年ブラッド』2006年9月号） - 2007年より『FlexComixブラッド』にて再配信された（現在は終了）。
- TVアニメ Saint October 第1話アフレコレポート漫画（『月刊コミックブレイド』2007年2月号）
- 小西先生、進捗いかがですか?（『COMIC メテオ』2019年1月23日） - この読み切りを第1話として連載化。

### その他
- TVアニメ にゃんこい! - 第12話にて「猫地蔵」役で声優出演（特別出演）。

など。

### 書籍
各巻の詳細は該当項目を参照。
- 『にゃんこい!』[9]、発行：フレックスコミックス / 発売：ソフトバンククリエイティブ 〈Flex Comix〉 2007年 - 2010年、全5巻 - 第1巻が初単行本。
  - （再版[注 4]） 発行：フレックスコミックス / 発売：ほるぷ出版 〈Flex Comix〉→〈メテオCOMICS〉 2012年 - 刊行中、既刊6巻
- 『小西先生、進捗いかがですか?』、フレックスコミックス 〈メテオCOMICS〉 2020年 - 2022年、全3巻[注 5]